# سیارک ۱۷۸

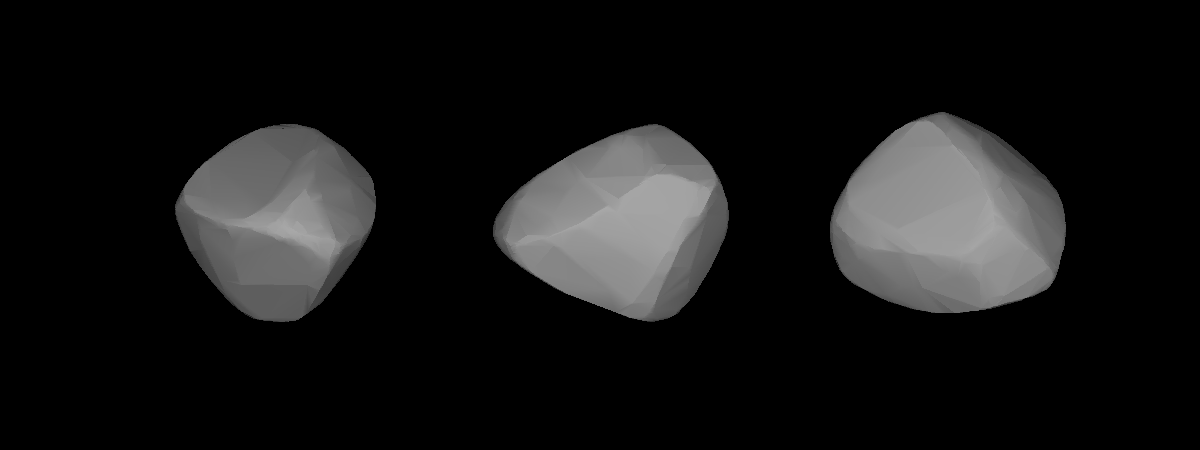
مدل سه‌بُعدی سیارک ۱۷۸ بر اساس منحنی نور آن

سیارک ۱۷۸ (به انگلیسی: 178 Belisana) صد و هفتاد و هشتمین سیارک کشف شده‌است که در ۶ نوامبر ۱۸۷۷ کشف شد.
قدر مطلق سیارک برابر ۹٫۳۸ است.